# Spoorbach
 (septembre 2024).
Si vous disposez d'ouvrages ou d'articles de référence ou si vous connaissez des sites web de qualité traitant du thème abordé ici, merci de compléter l'article en donnant les références utiles à sa vérifiabilité et en les liant à la section « Notes et références ».
Le Spoorbach est un ruisseau de Belgique, affluent de la Helle faisant donc partie du bassin versant de la Meuse.
Il prend sa source et coule dans la Platten Venn dans les Hautes Fagnes à proximité de la route nationale Eupen-Montjoie, en province de Liège.
Au-delà du cours fagnard, la rivière sous couvert forestier[pas clair]. Elle présente un important pouhon à la moitié de son cours. Elle rejoint la Helle aux environs du lieu-dit Herzogenhügel.